# 빈예서
빈예서(2012년 11월 14일 ~ )는 대한민국의 가수다.

## 학력
- 가림초등학교 (졸업)

## 음반
- 2024년 맘마미아
- 2024년 아버지의 인생 / 활짝 피어나니

## 수상
- 2022년 전국노래자랑 최우수상 수상